# 与那覇恵子
与那覇恵子（よなは けいこ、1952年9月24日 - ）は、日本近代文学研究者、東洋英和女学院大学教授。
沖縄県那覇市出身。専修大学文学部卒、同大学院日本文学専攻博士課程満期退学、東洋英和女学院大学短期大学助教授、東洋英和女学院大学国際社会学部教授。近現代の女性作家を中心に研究している。NHKのドラマ「ちゅらさん」で沖縄風俗考証を務めた。
名桜大学教授の与那覇恵子（1953-）は同名異人。

## 著書
- 『現代女流作家論』審美社 1986
- 『後期20世紀女性文学論』晶文社 2014

### 編著
- 『現代女性文学を読む』編 双文社出版 2006
- 『現代女性作家読本 髙樹のぶ子』編 鼎書房 2006
- 『現代女性作家読本 中沢けい』編 鼎書房 2007
- 『近代日本のセクシュアリティ 24 (若き女性へ)』岩見照代共編 ゆまに書房 2008
- 『近代日本のセクシュアリティ 25 (未亡人という生き方)』岩見照代共編 ゆまに書房 2008
- 『近代日本のセクシュアリティ 26 (躍動する女性たち)』岩見照代共編 ゆまに書房 2008
- 『近代日本のセクシュアリティ 27 (情死について)』岩見照代共編 ゆまに書房 2008
- 『近代日本のセクシュアリティ 28 (性教育の変遷)』岩見照代共編 ゆまに書房 2008
- 『近代日本のセクシュアリティ 29　女性の描かれ方にみるセクシュアリティ2』岩見照代共編 ゆまに書房 2008
- 『多角的にみた家族 社会・文化・福祉』林文共編 鼎書房 2008